# Colonizzazione istriana

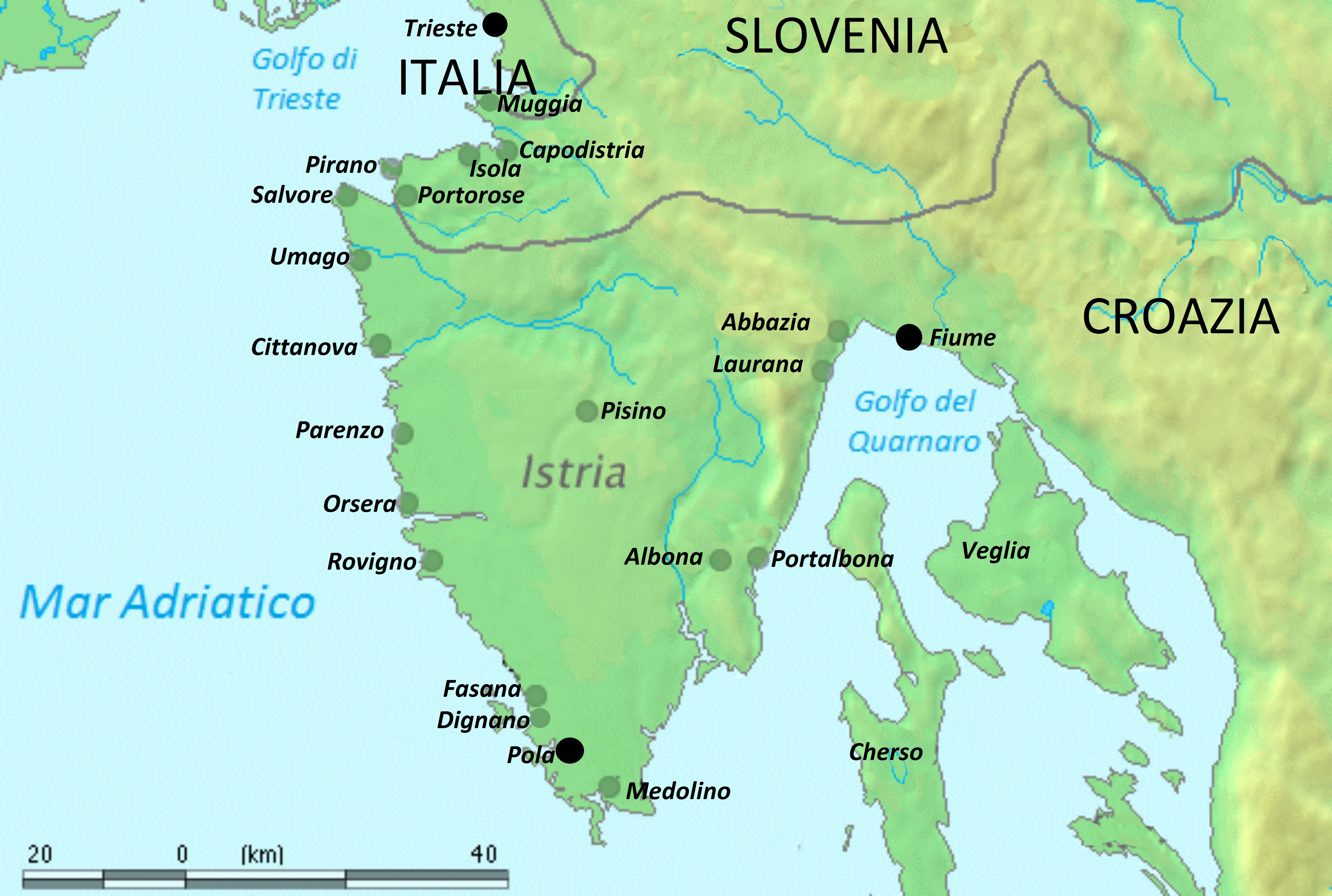
Cartina fisica dell'Istria

La colonizzazione istriana fu quel processo, voluto dal governo veneziano ed asburgico, volto a ripopolare i contadi dell'Istria, devastati da guerre ed epidemie.

## La devastazione del territorio istriano
(Carlo Sgorlon, La Foiba Grande, Mondadori, 1992)
Le cause principali dello spopolamento del territorio istriano furono le epidemie e la malaria, che decimarono la popolazione. La peste, che negli annali veneziani era descritta come el mal de la giandussa, si presentava spesso e talvolta in modo violento, decimando la popolazione. Dal XIII al XVII secolo, si ebbero in totale 41 epidemie pestilenziali. Vaste aree della penisola erano inoltre soggette alla malaria.
Già nelle Commissioni ducali del 1375, qualche anno dopo la peste nera, sì legge: "L'Istria tutta può dirsi deserta". Due secoli dopo, si ebbe l'ultima grande epidemia (1629 al 1631): si scrisse che Pola era diventata il "cadavere di una città".
Il crollo demografico fu causato anche dalle lunghe e numerose guerre che la Repubblica di Venezia condusse contro i patriarchi di Aquileia, la Repubblica di Genova, l'Ungheria, l'Austria, i Turchi ottomani, la contea di Pisino, i conti di Gorizia, gli Uscocchi. Le uccisioni di uomini erano accompagnate dalle devastazioni dei campi e dal saccheggiamento di animali.
Le incursioni turche, la guerra fra Venezia e Austria durata dal 1508 al 1523, poi quella uscocca (1615-1618), comportarono all'Istria nuove sciagure. Tutta l'Istria fu praticamente distrutta.
Nel 1649 Venezia effettuò un censimento dal quale emerse che l'Istria aveva 51 692 abitanti, di cui 49 332 erano Veneziani, mentre la Contea di Pisino ne aveva soltanto 2 360.

## La colonizzazione
Con questa popolazione mescolata… ricominciò la vita del paese. Le case si riempirono di canti istriani e di malinconiche nenie balcaniche. Presto si risentirono pigolii di neonati e strilli di bambini.»
(Carlo Sgorlon, La Foiba Grande, Mondadori, 1992)
In questi territori praticamente deserti, sia la Serenissima che la Contea di Pisino cercavano di attrarre nuovi abitanti.
Lo stato veneziano diresse l'immigrazione e la colonizzazione a partire dal 1500. Si tentò di ripopolare l'Istria con Italiani, Greci, Morlacchi, Albanesi, Montenegrini, Sloveni e Croati. Ci furono 102 momenti di colonizzazione registrati dal XV al XVII secolo.
Nella la zona del Polese i colonizzatori provenivano dai dintorni di Padova, Treviso, la Furlania (Friuli) e la Carnia. La colonizzazione più ingente, però, era quella delle popolazioni che, fuggendo dai Turchi, cercavano riparo nel territorio veneziano in Dalmazia e da lì partivano alla volta dell'Istria. I nuovi abitanti erano i Montenegrini, gli Albanesi e i Romeni.
Nella Contea di Pisino re Ferdinando I nel 1532 ordinò ad delegati speciali di popolare le zone devastate con fuggiaschi Bosniaci e Uscocchi.
Nel 1683 Vienna sconfigge i Turchi e con ciò terminano le emigrazioni da loro causate e quindi anche la colonizzazione dell'Istria.

## Conseguenze
Il ripopolamento ebbe riflessi linguistici importantissimi. Karl von Czoernig-Czernhausen (direttore generale di statistica dell'Impero Austroungarico) studiò gli Slavi nel 1851 per incarico del governo austriaco e li distinse in 17 gruppi linguistici.
I nuovi coloni slavi vennero in contatto con gli abitanti delle città e la popolazione della campagna istriana divenne bilingue. "Nel meridione della penisola, dove l'elemento romanzo italiano prima del XVI secolo era predominante la colonizzazione significò l'avvio di quel processo che doveva portare alla formazione di due sfere culturali diverse e all'instaurazione tra loro di un "equilibrio" sui generis. Quando si parla di "equilibrio" tra la sfera culturale italiana e quella croata nell'Istria meridionale non s'intende sottolineare la presenza di una "validità" e di un "ruolo" uguali in ambito locale e in quello di più vasto respiro, ma innanzi tutto, il fatto dell'avvenuta impostazione di un equilibrio in senso di "acculturazione", per cui la più forte cultura italiana non riuscì ad assimilare quella più debole croata. Il processo di "acculturazione" in Istria non si è concluso; i contatti e i rapporti tra "culture" etnicamente divergenti si sono mantenuti nei limiti di un "equilibrio" sui generis".
Col passare del tempo, gli Albanesi si croatizzarono mentre i Montenegrini hanno mantenuto la propria religione soltanto a Peroi. I romeni hanno conservato la propria lingua madre solo a Valdarsa  e Seiane.